# Reboiro
Reboiro (llamada oficialmente Santa María de Reboiro) es una parroquia y una aldea española del municipio de Incio, en la provincia de Lugo, Galicia.

## Límites
Limita con las parroquias de Santa María de Mao y San Román de Mao al norte, Foilebar al este, Toldaos al sur, y Viso al oeste.

## Organización territorial
La parroquia está formada por siete entidades de población, constando seis de ellas en el nomenclátor del Instituto Nacional de Estadística español:
- Castillón
- Castro de Abaixo
- Cizán
- Lebón
- Porto (O Porto)
- Reboiro
- Vilar

## Demografía

### Parroquia
| Gráfica de evolución demográfica de Reboiro (parroquia) entre 2000 y 2020 |
|                                                                           |
| Datos según el nomenclátor publicado por el INE.                          |

### Aldea
| Gráfica de evolución demográfica de Reboiro (aldea) entre 2000 y 2020 |
|                                                                       |
| Datos según el nomenclátor publicado por el INE.                      |